# Fachiro

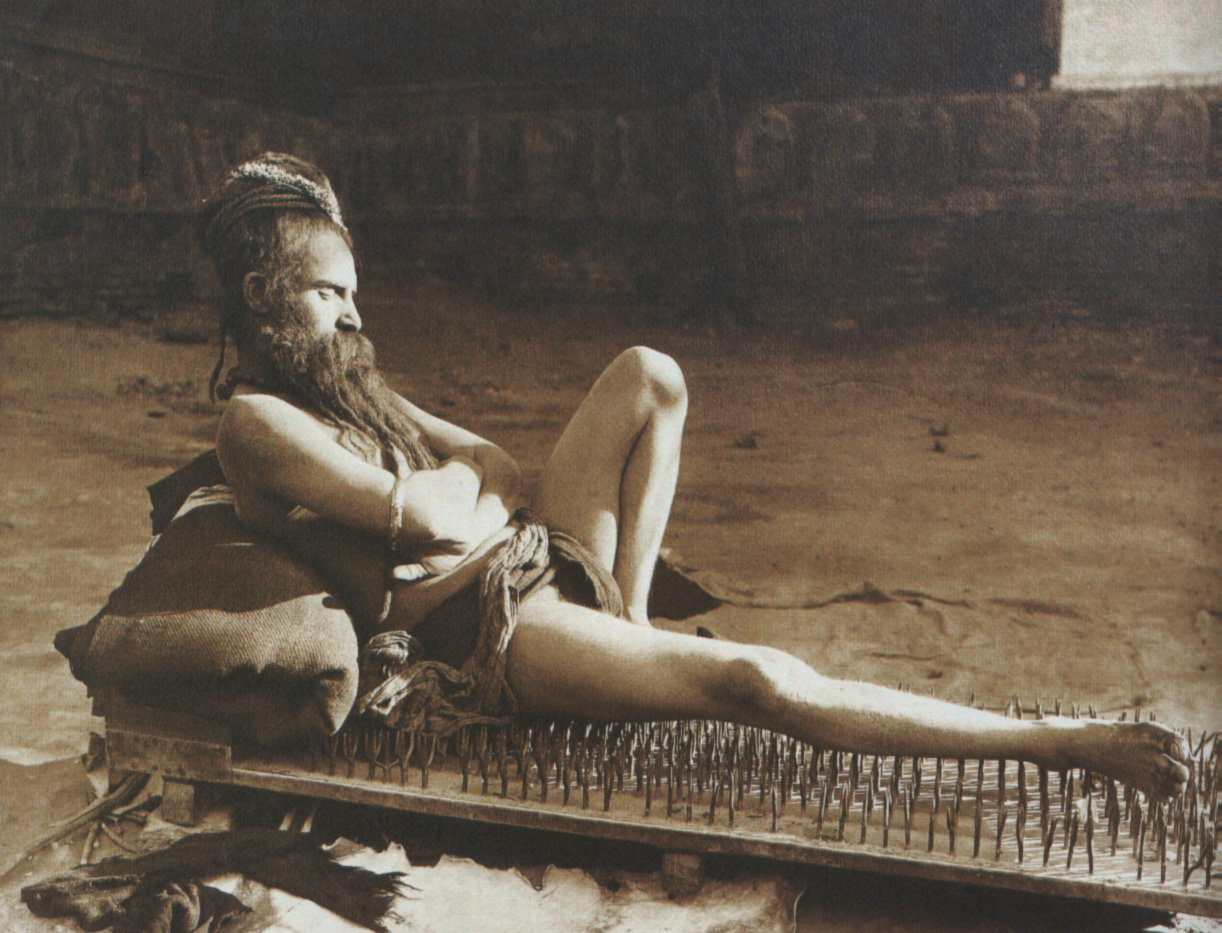
Fachiro a Varanasi (India), 1907.

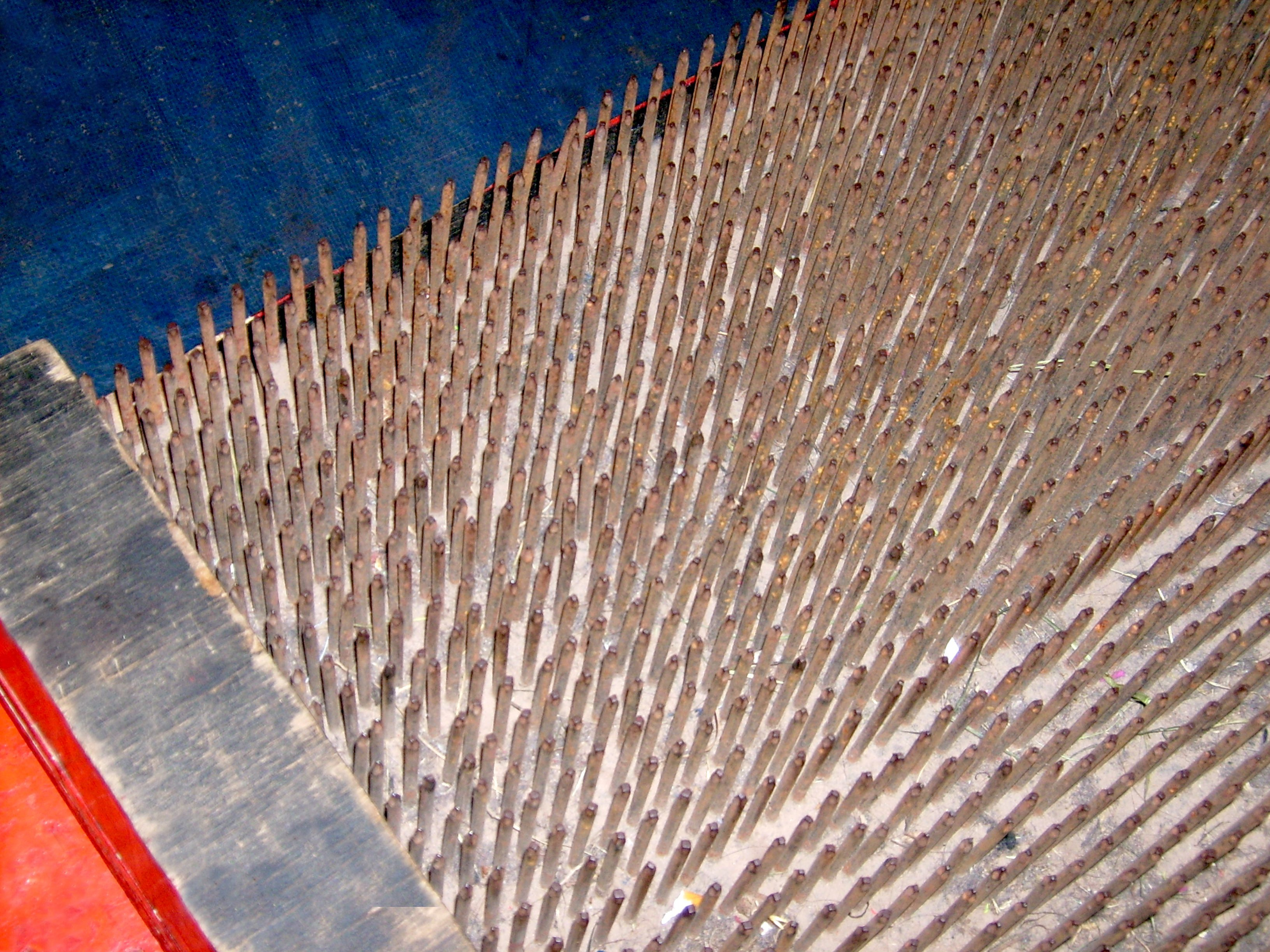
Letto di chiodi.

Il termine fachiro deriva dall'arabo faqir ((AR) ), che significa povero; identificava, in origine, i dervisci musulmani, diffusi soprattutto in Anatolia e in Persia, i quali vivevano nella più assoluta povertà; in seguito, fu usato per indicare i mendicanti indù noti per la dedizione allo yoga e a pratiche mistiche.

## Descrizione
Al giorno d'oggi per fachiro si intende generalmente un asceta in grado di sottoporsi a prove che appaiono particolarmente gravose, quali camminare su carboni ardenti (pirobazia), o dormire su letti irti di chiodi. È ormai d'uso comune indicare con tale termine anche chi, seppure non di origine indiane, è in grado di esibirsi in questo tipo di esercizi.
Oltre che con la citata insensibilità al dolore, i fachiri, da tempi remotissimi, ottengono cibo e rispetto presso le più povere popolazioni indiane mediante le loro presunte capacità sovrannaturali, quali la levitazione, l'invisibilità, la sopportazione del digiuno o la capacità di restare per giorni sepolti sotto il suolo. Come è facile intuire, queste figure sono da sempre avvolte dal mistero. 
Tale mistero è alimentato anche dalle mortificazioni corporee che alcuni fachiri si impongono; celebri, infatti, sono figure come il santone Amret Giri-Baba, di cui si riporta che avrebbe trascorso dodici anni tenendo sempre alzato il braccio destro, o come il fachiro Balyogi Baba, di cui si tramanderebbe l'essersi tenuto in bilico con una gamba alzata per quattro anni; di altri fachiri si riporta che sarebbero in grado di stare per giorni interi con la testa sotto terra.